# Onan Runggu I
Onan Runggu I is een bestuurslaag in het regentschap Tapanuli Utara van de provincie Noord-Sumatra, Indonesië. Onan Runggu I telt 1356 inwoners (volkstelling 2010).